# Douglas O-2
Douglas O-2 là một loại máy bay thám sát của Hoa Kỳ trong thập niên 1920, do hãng Douglas Aircraft Company chế tạo.

## Biến thể
XO-2
O-2
O-2A
O-2B
O-2C
O-2D
O-2E
O-2H
O-2J
O-2K
O-2M
O-2MC
O-2MC-2
O-2MC-3
O-2MC-4
O-2MC-5
O-2MC-6
O-2MC-10
XO-6
XO-6B
O-7
O-8
O-9
XO-14
XA-2
OD-1
O-22
O-25
O-25A
O-25B
O-25C
Y1O-29
O-32
O-32A
YO-34
BT-1
BT-2
BT-2A
BT-2B
BT-2C
A-4

## Quốc gia sử dụng
Đài Loan
- Không quân Cộng hòa Trung Hoa

 México
- Không quân Mexico

 Hoa Kỳ
- Quân đoàn Không quân Lục quân Hoa Kỳ
- Thủy quân Lục chiến Hoa Kỳ

## Tính năng kỹ chiến thuật (O-2)
Dữ liệu lấy từ Eden & Moeng (2002) p614 
Đặc điểm tổng quát
- Kíp lái: 2
- Chiều dài: 28 ft 9 in (8,76 m)
- Sải cánh: 39 ft 8 in (12,09 m)
- Chiều cao: 10 ft 6 in (3,2 m)
- Diện tích cánh: 411 ft² (38,18 m²)
- Trọng lượng rỗng: 3.032 lb (1.375 kg)
- Trọng lượng cất cánh tối đa: 4.785 lb (2.170 kg)
- Động cơ: 1 × V-1650 Liberty, 420 hp (313 kW)

 Hiệu suất bay 
- Vận tốc cực đại: 128 mph (206 km/h)
- Vận tốc hành trình: 103 mph (166 km/h)
- Tầm bay: 360 mi (579 km)
- Trần bay: 16.279 ft (4.960 m)
- Vận tốc lên cao: 807 ft/phút (246 m/phút)

Trang bị vũ khí

- 2 × súng máy Browning.30 in (7,62 mm)
- 400 lb (181 kg) bom